# Malthinus turcmenicus
Malthinus turcmenicus là một loài bọ cánh cứng trong họ Cantharidae. Loài này được Svihla miêu tả khoa học năm 1980.